# Зогорна, Томаш
Томаш Зогорна (чеш. Tomáš Zohorna; род. 3 января 1988, Хотеборж, Восточночешский край) — чешский хоккеист, нападающий клуба «Динамо» из Пардубице и сборной Чехии.

## Биография
Воспитанник хоккейных клубов «Хотеборж» и «Пардубице». Выступал также в Северной Америке, играл в Главной юниорской хоккейной лиге Квебека за клуб «Драммондвилл Вольтижерс». В 2007 году вернулся на родину в «Пардубице». Выступал в высшей лиге за клуб, периодически уходя в аренду в «Градец Кралове» и «Хрудим». В 2015 году подписал контракт с российским клубом «Амур» из города Хабаровск. За сборную Чехии на чемпионате мира дебютировал в 2016 году. 17 января 2019 года в матче регулярного чемпионата КХЛ против финского «Йокерита» набрал 3 очка (гол и 2 передачи), что позволило стать ему лучшим бомбардиром «Амура» за всю историю выступлений клуба в КХЛ. 7 февраля 2019 года в матче Еврохоккейтура со сборной Швеции Томаш Зогорна вместе со своими братьями Гинеком и Радимом стали первыми в истории чешской сборной братьями, которые играли в одной тройке нападения. Ранее в сборной Чехословакии были братья Штястны, в истории чешской сборной это первый подобный случай.
28 января 2021 года, стало известно, что Томаш принял решение досрочно завершить свои выступления в составе хабаровчан, по причине того, что пожелал быть ближе к своей беременной супруге, которая должна родить в феврале месяце. Томаш поблагодарил болельщиков, партнёров по команде и руководство клуба за поддержку и понимание. Всего, на уровне КХЛ, провёл 6 сезонов, за которые сыграл 318 матчей (включая игры плей-офф), в которых забросил 65 шайб и отдал 101 результативную передачу. 20 июля 2021 года перешёл в шведский клуб «Оскарсхамн», в котором будет играть вместе с братом Гинеком.

## Достижения
- Чемпион Чехии 2010 и 2012
- Бронзовый призёр чемпионата Чехии 2011

## Статистика
Обновлено на конец сезона 2020/2021
- Чешская экстралига — 451 игра, 217 очков (94+123)
- КХЛ — 318 игр, 166 очков (65+101)
- Сборная Чехии — 107 игр, 36 очков (17+19)
- Юниорская лига Квебека — 157 игр, 107 очков (41+66)
- Чешская первая лига — 57 игр, 23 очка (9+14)
- Лига чемпионов — 6 игр, 1 очко (1+0)
- Европейский трофей — 25 игр, 17 очков (7+10)
- Кубок Шпенглера — 4 игры
- Всего за карьеру — 1125 игр, 567 очков (234 шайбы + 333 передачи)

## Личная жизнь
Младшие братья Гинек (род. 1990) и Радим (род. 1996) также хоккеисты, играют за команды «Оскарсхамн» и «Питтсбург Пингвинз» соответственно.